# Ectatoderus meridionalis
Ectatoderus meridionalis är en insektsart som först beskrevs av Heinrich Hugo Karny 1910.  Ectatoderus meridionalis ingår i släktet Ectatoderus och familjen Mogoplistidae. Inga underarter finns listade i Catalogue of Life.